# Microregione di Alfenas
Alfenas è una microregione del Minas Gerais in Brasile, appartenente alla mesoregione di Sul e Sudoeste de Minas.

## Comuni
È suddivisa in 12 comuni:
- Alfenas
- Alterosa
- Areado
- Carmo do Rio Claro
- Carvalhópolis
- Conceição da Aparecida
- Divisa Nova
- Fama
- Machado
- Paraguaçu
- Poço Fundo
- Serrania